# Fäbodvägen

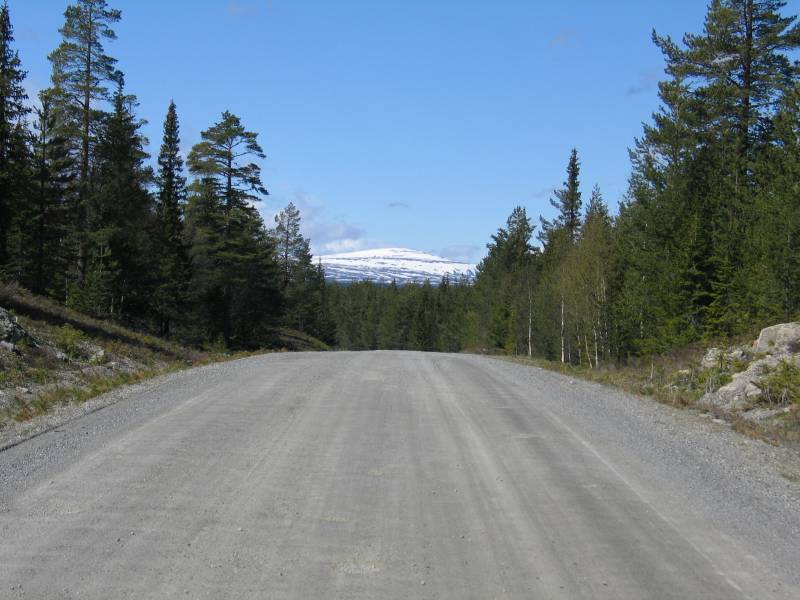
Blick vom Fäbodvägen auf das Oviksfjäll

Der Fäbodvägen ist eine Touristenstraße im südlichen Teil des Oviksfjällen in der schwedischen Provinz Jämtlands län. Sie führt von der Ortschaft Börtnan im Süden bis nach Persåsen im Norden.
Entlang dieser Straße, die sich durch gebirgsnahen Nadel- und Birkenwald, Berge sowie weite Moorgebiete zieht, gibt es rund 30 Almsiedlungen, die teilweise bewirtschaftet werden. Die praktisch unbewohnte Gegend zwischen der südlichen Storsjöregion und dem Oviksfjällen hatte bis ins 20. Jahrhundert als Hinterland eine große Bedeutung für die einheimischen Bauern. Hier gab es Zugang zu reichen Wald- und Bergweiden sowie ertragreichen Sumpfweidegebieten. Die Spuren der Almwirtschaft sind über Jahrzehnte sichtbar, da die offenen Weideflächen rund um die Almen nur äußerst langsam zuwachsen. Kulturbegünstigte Pflanzen wie z. B. das Schmalblättrige Weidenröschen, Sumpfdotterblumen und Himbeersträucher sind regelmäßig auf älteren Almenstandorten zu finden. 

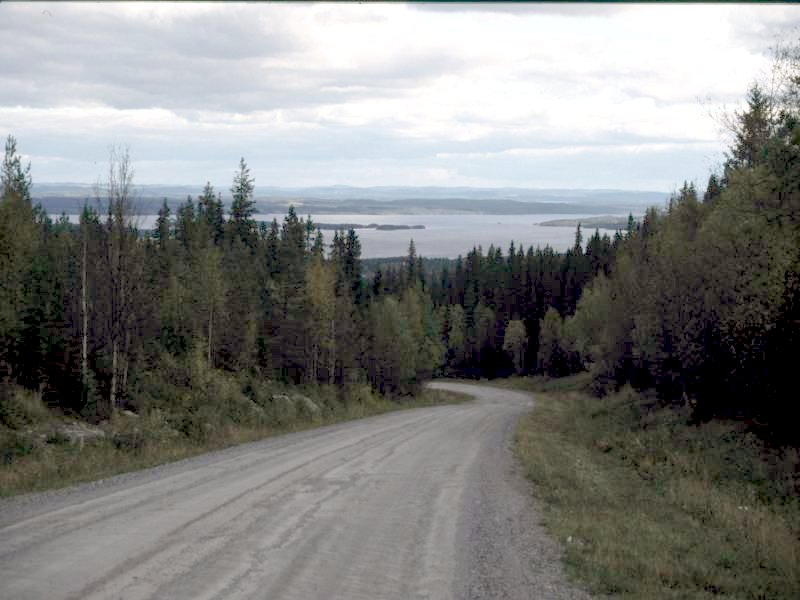
Blick vom Fäbodvägen über den Storsjön

Als befahrbare Straße wurde der Fäbodvägen in den Jahren 1964/1965 angelegt. Zuvor trieben die Oviksbauern ihre Kühe alljährlich in den Sommermonaten Juni bis August über einfache Pfade, die die Almen verbunden haben, auf die Bergwiesen. Zwischen diesen und den Dörfern gab es ein gut entwickeltes Netz aus Wegen und Pfaden, von denen heute viele als Wanderwege genutzt werden.

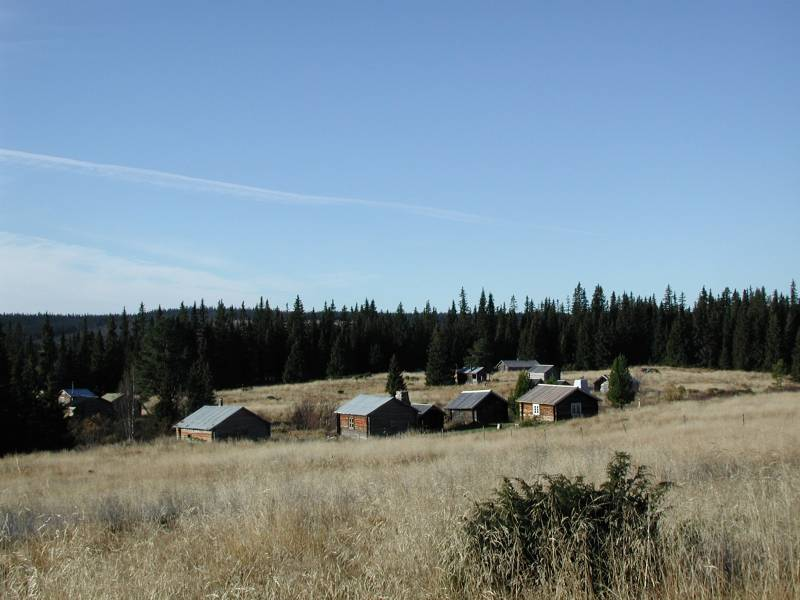
Die Alm Oviks-Svedjebodarna am Fäbodvägen

Die bekanntesten Almen, welche im Sommer Almwirtschaft betreiben sind Östra Arådalen und Långbodarna. Übernachtungsmöglichkeiten gibt es in den Almhütten von Långbodarna sowie in Galåbodarna. Weitere bedeutendere Almen entlang des Fäbodvägen sind, gesehen von Börtnan nach Persåsen: Västra Galåbodarna, Svedjebodarna, Fittjebodarna und Landsombodarna sowie Nybodarna, Valskaftet, Prästbodarna und Västra Arådalen entlang bzw. nahe der Straße nach Arådalen und Glen.
Die Almsiedlungen sind unterschiedlich gut erhalten. So sind auf manchen Almen nahezu alle der ursprünglichen Gebäude bewahrt worden, während auf anderen nur Grundmauern und Kellergruben zu sehen sind. Wieder andere wurden umgebaut und dienen als Ferienhäuser. Typisch für die Almsiedlungen ist die große Zahl kleiner unangestrichener Blockbohlenhäuser, wobei jedes Haus eine eigene Funktion hatte.
An den Fäbodvägen grenzen drei Naturreservate, die auch Bestandteil des europaweiten Natura 2000-Netzwerkes sind. Diese sind, (von Ost nach West) Marntallsåsens Naturreservat, Brötarnas Naturreservat sowie Arådalens Naturreservat. Hier werden v. a. der westliche Taiga-Fichtenwald, artenreiche Seggen-Graslandschaften, Sümpfe und Moore (Aapamoore) sowie der Gebirgsbirkenwald geschützt. Auf der Liste der schützenswerten Säugetiere stehen der Luchs und der Vielfraß. Die teils offenen, teils mit alten Kiefern bewachsenen Moore im Brötarnas Naturreservat dienen zahlreichen Vögeln als Nist- und Jagdplätze. Dazu zählen z. B. Stern- und Ohrentaucher, die Kornweihe, Merlin, Sumpfohreule und Raufußkauz sowie Hasel-, Auer- und Birkhuhn.